# Självbiografi
Självbiografi eller memoarer är en biografi där författaren redogör för sitt eget liv. Ordet biografi kommer från de grekiska orden bios och grafe, som betyder liv och skrift. Ordet memoar kommer från franskans mémoire, som betyder minne. Ordet mémoire kommer från latinets memoria.  En självbiografi tenderar att röra hela personens liv medan en memoar har tonvikt på yttre, ofta historiska, händelser som personen varit med om. Självbiografi kallas ibland även autobiografi på svenska (från αὐτός-autos, det grekiska ordet för "själv").

## Historia
Självbiografiska skrifter var ovanliga under antiken och medeltiden men förekommer. Ett framstående exempel är Augustinus Bekännelser (397) som brukar hållas för världens äldsta självbiografi. En annan tidig självbiografi är Xenofons Anabasis (401 f.Kr.). I viss mån kan kejsar Augustus gravinskription Res Gestae Divi Augusti (år 14) betraktas som en självbiografi. Den litterära formen "Bekännelser" som uppstod i Europa under renässansen har mycket gemensamt den moderna självbiografin. Ett av de första exemplen skrevs i England av Margery Kempe. Under upplysningstiden skrevs berömda självbiografiska verk av bland andra Jean-Jacques Rousseau.
Memoar är nära besläktad med självbiografi men har tonvikt på yttre, ofta historiska, händelser snarare än på den egna personen. Många berömda memoarverk skrevs i Frankrike på 1700-talet, till exempel Duc de Saint-Simons Mémoires som ger inblickar i Louis XIV:s hov. Från 1900-talet har många framstående statsmän och militärer skrivit memoarer. Ett exempel är Charles de Gaulles Mémoires de guerre (1954–1959), ett annat Winston Churchills tre självbiografiska verk Min ungdom (1930), The Second World War (1948–54) – som 1953 renderade honom Nobelpriset i litteratur – och A History of the English-Speaking Peoples (1954–1958).

## Exempel på självbiografier
- Louis De Geer – Minnen (1892)
- Herbert Tingsten – Mitt liv 1–4 (1961–1964)
- Sven Lidman – Gossen i grottan (1952), Lågan och lindansaren (1952), Mandoms möda (1954), och Vällust och vedergällning (1957)
- Ivar Lo-Johansson – Pubertet (1978), Asfalt (1979), Tröskeln (1982) och Frihet (1985)
- Barack Obama – Min far hade en dröm (Dreams from My Father, 1995)
- P.O. Enquist – Ett annat liv (2008)
- Vladimir Oravsky – Den lyckliga ockupationen (2000)
- Waris Dirie – En blomma i Afrikas öken (Desert flower, 1998)
- Dave Pelzer – Pojken som kallades Det (A child called It, 1995)
- Anthony Kiedis – Scar Tissue (2004)
- Berny Pålsson – Vingklippt ängel (2004)
- Yngve Larsson – Mitt liv i Stadshuset (1977)
- Michael Jackson – Moonwalk
- Kjell Eriksson – Simma i mörker (2012)
- Adolf Hitler - Mein Kampf (1925–1926)
- Sven Delblanc – Livets ax (1991) och Agnar (1993)
- Lars Gyllensten – Minnen, bara minnen (2000)
- Artur Lundkvist – Självporträtt av en drömmare med öppna ögon (1966)
- Frida Wallberg – Alltid lite till (2016)
- Vilhelm Moberg – Berättelser ur min levnad (1968)
- Bertil Malmberg  – Ett stycke väg (1950) och Ett författarliv (1952)
- Mietek Grocher – Jag överlevde! (2001)
- Anne Frank – Anne Franks dagbok (1942–1944)
- Maya Angelou – Jag vet varför burfågeln sjunger (I Know Why the Caged Bird Sings, 1969)
- Faysa Idle – Ett ord för blod  2023